# ヴァッフェントレーガー

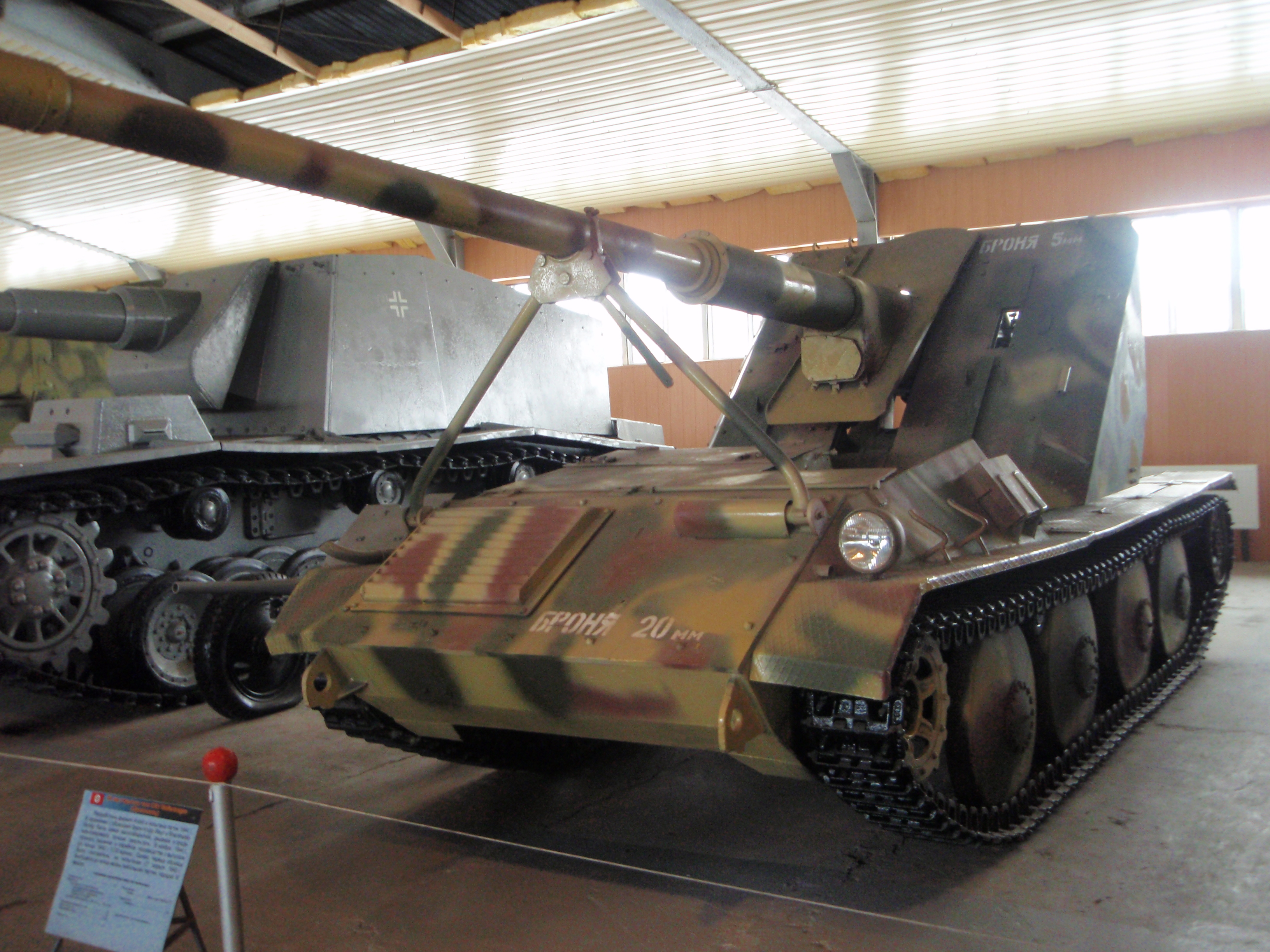
クビンカ戦車博物館にて展示されているアルデルト・ヴァッフェントレーガー。

ヴァッフェントレーガー(Waffenträger)とは、第二次世界大戦末期にドイツで開発された対戦車自走砲の一種である。日本語に訳すなら武器運搬車となる。
ドイツ軍においてこの名で呼ばれる車輌は何種類も存在したが、本項では主にGeschützwagen 638/18 SF PAK.43 Ardelt Waffenträgerについて記述する。 

## 概要
1942年、10.5cm軽野戦榴弾砲を搭載・運搬や射撃が可能な歩兵支援用の兵器として、兵器局第6課によってヴァッフェントレーガーの開発が命ぜられた。これによりホイシュレッケやIV号b型自走榴弾砲が計画されたが、仕様要求が複雑化して開発が難航していた。このため新たに兵器局第4課による、対戦車戦闘向けに要求を絞ったヴァッフェントレーガーが開発されることとなった。
ホイシュレッケなど以前の武器運搬車では、砲を地上に降ろして使えるようにすることも要求されており、ドイツ軍の開発・使用した他のオープントップ式対戦車自走砲が「自走砲架(Selbstfahrlafette)」や「自走砲(Geschützwagen)」、「戦車駆逐車(Panzerjäger)」といった種別名であるのに対し、「武器運搬車(Waffenträger)」との種別名が与えられたものであった。しかし本車では要求が変更され、車上射撃が前提となっており、単純に機動力の無いPaK 43を簡易自走砲化したものとなっている。
兵器局第4課より要求された仕様は以下の通りである。
- 武装：8.8 cm PaK 43対戦車砲、360度全周囲射撃が可能
- 砲弾：即応弾6発と車内に24発を搭載
- 乗員：4名、操縦、砲手、装填手2名
- エンジン：マイバッハ社の100馬力エンジン
- 最高速度：時速25キロ
- 装甲：20ミリから10ミリ
- 重量：11.2トン

これに対し、シュタイアー／クルップ社共同による試作車と、アルデルト社とラインメタル社共同による試作車が完成した。これらはどちらもオープントップの砲塔に8.8 cm PaK 43対戦車砲を搭載していたが、前者は試験でいくつもの問題点が指摘され、後者は完成度は高いものの、コストや製造にかかる日数という点で問題があった。そこで今度はアルデルト社とラインメタル社が共同でより簡易な試作車を開発、シュタイアー＋クルップ案よりも高い開発優先度が与えられ、“Geschützwagen 638/18 SF PAK.43 Ardelt Waffenträger”として量産化されることとなった。
量産型に選定されたArdelt Waffenträgerは、コストと製造工程の削減のために足回りはヘッツァーから部品が流用された大型転綸とリーフスプリング式サスペンションの組み合わせとされたが、ヘッツァーのものと比べると、転綸の外周にゴム製のリムが付いていないという差異がある。
開発したのはアルデルト社の社長であるギュンター・アルデルト（Gunther　Ardelt）博士で、この“ヴァッフェントレーガー（アルデルト型）”は100輌が発注されていたが、全て完成できるような状況ではなく、実際の生産数は不明であるが、完成したのは10輌程度ではないかと思われる。
アルデルト博士はドイツ国防軍に中尉に任命され、1945年2月に完成していた7輌のヴァッフェントレーガーを率い、アルデルト社の社員と共にブランデンブルク州のエバースヴァルデ地区でソビエト軍との戦闘に参加して戦死したと言われている。
この時の一台がソビエトに鹵獲されてクビンカ戦車博物館に展示されている。他にも3輌が納入されベルリン防衛部隊で使用されていたと言われており、その時のものと思われる写真が残っている。
設計者のアルデルト博士、そしてアルデルト社自体も第二次世界大戦末期に社長以下主な社員が戦死したために消滅してしまい、その後、活動拠点であったブランデンブルク州が東ドイツであったことからも現存する資料は少ない。そのため、現存する資料のほとんどはクビンカ軍事博物館に依存している。

## 模型
ロシアの模型メーカー・アランホビー（PaK 43の金型は中国のブロンコモデルが担当）と中国のトランペッター（アルデルト社8.8cm対戦車砲砲および10.5cm榴弾砲型、クルップ/シュタイヤー型、アルデルト/ラインメタル社型、クルップ社12.8cm対戦車砲型）からは1/35、ウクライナのACE社からは1/72スケールのキットが発売されている。